# Aleksandar Boljević
Aleksandar Boljević (ur. 12 grudnia 1995 w Podgoricy) – czarnogórski piłkarz grający na pozycji pomocnika (lewoskrzydłowego), zawodnik belgijskiego klubu Standard Liège. Reprezentant reprezentacji Czarnogóry.

## Życiorys
Jest kuzynem piłkarza Vladimira, zawodnika cypryjskiego klubu Doksa Katokopia.

### Kariera klubowa
W latach 2011−2014 był zawodnikiem w czarnogórskim klubie FK Zeta z Prva crnogorska fudbalska liga. W październiku 2013 ogłoszono, że Boljević od stycznia 2014 będzie piłkarzem holenderskiego PSV Eindhoven z Eredivisie. 3 stycznia 2014 Czarnogórzec przeszedł do PSV. 9 sierpnia 2016 przeszedł do Waasland-Beveren z Eerste klasse A, bez odstępnego.
1 lipca 2019 podpisał kontrakt z belgijskim klubem Standard Liège, umowa do 30 czerwca 2023; kwota odstępnego 2,20 mln euro.

### Kariera reprezentacyjna
W barwach kadry U-15 wystąpił na Letnich Igrzyskach Olimpijskich Młodzieży w 2010, strzelając 1 gola (w meczu z Zimbabwe).
W seniorskiej reprezentacji Czarnogóry zadebiutował 17 listopada 2013 na stadionie Stade Josy Barthel (Luksemburg, Luksemburg) w wygranym 4:1 meczu towarzyskim z reprezentacją Luksemburga.

## Sukcesy

### Klubowe
PSV Eindhoven
- Mistrzostwo Holandii (1): 2014/2015